# Awaba
Awaba – miasto w Australii, w stanie Nowa Południowa Walia, w regionie Hunter.